# Saint-Barthélemy (Morbihan)
Saint-Barthélemy é uma comuna francesa na região administrativa da Bretanha, no departamento de Morbihan. Estende-se por uma área de 21,9 km². Em 2010 a comuna tinha 1 179 habitantes (densidade: 53,8 hab./km²).